# Eva Klepáčová
Eva Klepáčová (ur. 2 maja 1933 w Pradze, zm. 18 czerwca 2012 tamże) – czeska aktorka.
W 1956 roku ukończyła studia aktorskie na Wydziale Teatralnym Akademii Sztuk Scenicznych w Pradze. Od 1957 roku była członkiem teatru Zdeňka Nejedlego w Pradze (Realistické divadlo Zdeňka Nejedlého).
Pracowała również w dubbingu i radiu. W 2007 roku otrzymała nagrodę za całokształt osiągnięć na polu dubbingu, przyznaną przez prezydium organizacji Herecká asociace.
W 2003 otrzymała nagrodę Senior Prix od fundacji Život.
Była żoną aktora i piosenkarza Josefa Zímy.